# I miracoli non si ripetono
I miracoli non si ripetono (Les miracles n'ont lieu qu'une fois) è un film del 1951 diretto da Yves Allégret.

## Trama
Primavera 1939. L'anno scolastico sta volgendo al termine e Giovanni, studente di medicina, è in procinto di andare in vacanza per la Bretagna con i suoi amici. Tuttavia ha il rammarico per non aver fatto un tentativo serio con Claudia, una studentessa italiana che deve lasciare la Francia quella stessa notte. Decide di andare al suo albergo e, dopo qualche tentennamento, i due giovani si confessano amore reciproco. Giovanni accompagna Claudia alla stazione, promettendole di raggiungerla nel mese successivo, una volta trovati i soldi per il viaggio. In Toscana, Giovanni si rende conto di amare Claudia sul serio e decide di sposarla. La coppia deve tornare all'albergo, ma la città è in stato di agitazione: è appena stata dichiarata la guerra. Giovanni apprende che il consolato francese è stato smantellato ed è quindi costretto ad andarsene.
Separati dalla guerra e non potendo scrivere, Giovanni perde ogni traccia di Claudia. Inviato al fronte, il giovane viene fatto prigioniero, ma fugge dal campo di concentramento e si unisce ai partigiani. L'uomo cerca di dimenticarla, tornando alla solita vita, ma ben presto rimane ossessionato dal ricordo del suo amore perduto. Alla fine della guerra si sposa con un'altra donna, ma senza amarla davvero: il divorzio è quindi inevitabile.
Undici anni dopo Giovanni torna in Italia per rintracciare Claudia. Dopo molti spostamenti, la trova a Roma come infermiera di un ospedale. Claudia deve confessare a Giovanni che vive con un medico: malgrado questo, la giovane lascia tutto per seguire l'amato di un tempo. Rientrano in Toscana, ma il tempo è trascorso, e l'incanto dell'epoca passata è ormai svanito.

## Produzione
Il film venne girato per gli interni nel Franstudio di Saint-Maurice nella Valle della Marna, e per gli esterni a Firenze e San Gimignano, in provincia di Siena..
Collaborò in qualità di aiuto regista Gillo Pontecorvo.

## Distribuzione
Il film venne presentato alla Commissione di Revisione Cinematografica e ottenne il visto censura n. 10.610 del 25 settembre 1951 con una lunghezza della pellicola dichiarata di 2.804 metri e accertata di 2.700 metri, alla condizione di "eliminare tutta la scena del bacio sul letto nell'ultimo rullo".
Ebbe la prima proiezione italiana il 28 settembre 1951. In Francia venne presentato qualche mese prima, il 18 maggio 1951. In Germania venne proiettato il 30 maggio 1952, con il titolo Ein mal nur leuchtet der liebe Venne inoltre proiettato negli Stati Uniti con il titolo Miracles only happen once.
Il film, dopo una assenza lunghissima dagli schermi televisivi, è stato trasmesso il 18 marzo 2013 dalla rete televisiva Iris. Nel 2020 è stato pubblicato in DVD dalla Golem Video.

## Critica
(Giorgio Conti su Stampa Sera del 12 ottobre 1951)